# Furongiano (Cambriano superiore)
Il Furongiano o Cambriano Superiore è una epoca della scala dei tempi geologici, parte del periodo Cambriano. 
Si estende da 497 Ma  a 488,85 ±1,5 Ma
È diviso in tre sottoepoche (l'ultima non ancora denominata) secondo il seguente schema:
- Paibiano           497-494,2 Ma
- Jiangshaniano  494,2-491 Ma
- Stadio 10          491-486,85 ±1,5 Ma

## Contenuto fossilifero e fauna
Comparvero i primi vertebrati. Gli Anomalocaris erano i principali predatori.